# Temburongia
Temburongia là một chi thực vật có hoa trong họ Hòa thảo (Poaceae).

## Loài
Chi Temburongia gồm các loài: